# Ala Veterana Gallica

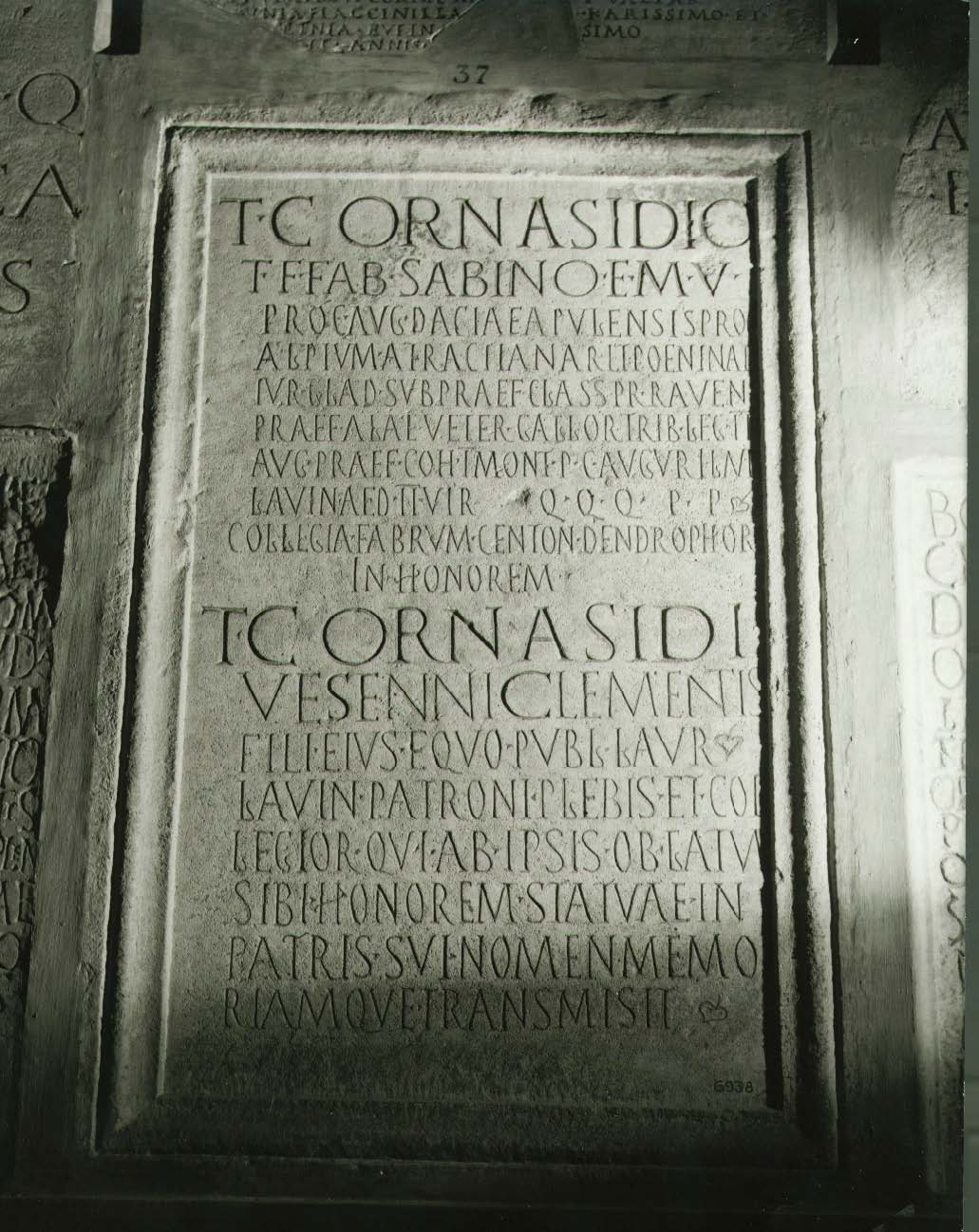
Die Inschrift des Titus Cornasidius Sabinus

Die Ala Veterana Gallica [Antoniniana] [Gordiana] (deutsch Ala die Altgediente die Gallische [die Antoninianische] [die Gordianische]) war eine römische Auxiliareinheit. Sie ist durch Militärdiplome, Inschriften, Papyri und die Notitia dignitatum belegt. In einer Inschrift und in drei Papyri wird sie als Ala Gallica (bzw. εἰλῆς Γαλλικῆς) bezeichnet, in zwei Inschriften und in der Notitia dignitatum als Ala Veterana Gallorum, in dem Diplom von 54 als Ala Veterana Gallorum et Thracum und in einer weiteren Inschrift als Ala Gallorum Veteranorum.

## Namensbestandteile
- Ala: Die Ala war eine Reitereinheit der Auxiliartruppen in der römischen Armee.

- Veterana oder Veteranorum: die Altgediente.[A 1]

- Gallica oder Gallorum: aus Gallia bzw. die Gallische oder der Gallier.

- Gallorum et Thracum: der Gallier und Thraker.

- Antoniniana: die Antoninianische. Eine Ehrenbezeichnung, die sich auf Caracalla (211–217) bezieht. Der Zusatz kommt in einem Papyrus[2] vor, in dem die Einheit als εἴλης Ἀντωνινιανῆς Γαλικῆς bezeichnet wird.

- Gordiana: die Gordianische. Eine Ehrenbezeichnung, die sich auf Gordian III. (238–244) bezieht. Der Zusatz kommt in einem Papyrus[3] vor.

Da es keine Hinweise auf den Namenszusatz milliaria (1000 Mann) gibt, war die Einheit eine Ala quingenaria. Die Sollstärke der Ala lag bei 480 Mann, bestehend aus 16 Turmae mit jeweils 30 Reitern.

## Geschichte
Die Ala war in den Provinzen Syria und Aegyptus (in dieser Reihenfolge) stationiert. Sie ist auf Militärdiplomen für die Jahre 54 bis 206 n. Chr. aufgeführt.
Der erste Nachweis der Einheit in der Provinz Syria beruht auf einem Diplom, das auf 54 datiert ist. In dem Diplom wird die Ala als Teil der Truppen (siehe Römische Streitkräfte in Syria) aufgeführt, die in der Provinz stationiert waren. Weitere Diplome, die auf 88 bis 91 datiert sind, belegen die Einheit in derselben Provinz.
Die Ala wurde zu einem unbestimmten Zeitpunkt in die Provinz Aegyptus verlegt, wo sie erstmals durch einen Papyrus für den Mai 130 belegt ist. Durch ein Diplom ist sie erstmals 157/161 in der Provinz nachgewiesen. In dem Diplom wird die Ala als Teil der Truppen (siehe Römische Streitkräfte in Aegyptus) aufgeführt, die in Aegyptus stationiert waren. Weitere Diplome, die auf 179 bis 206 datiert sind sowie weitere Papyri, die auf 143 bis 225/250 datiert sind, belegen die Einheit in derselben Provinz.
Letztmals erwähnt wird die Einheit in der Notitia dignitatum mit der Bezeichnung Ala veterana Gallorum für den Standort Rinocoruna. Sie war Teil der Truppen, die dem Oberkommando des Comes limitis Aegypti unterstanden.

## Standorte
Standorte der Ala in Aegyptus waren möglicherweise:
| - Alexandria: zwei Inschriften, von denen eine auf 199 datiert ist, wurden hier gefunden. Die Einheit ist durch einen Papyrus für 153 in Alexandria nachgewiesen. | - Rinocoruna: Die Einheit wird in der Notitia dignitatum für diesen Standort aufgeführt. |

## Angehörige der Ala
Folgende Angehörige der Ala sind bekannt:

### Kommandeure
| - []onaciannis Severus, ein Präfekt (CIL 3, 320); er war auch Tribun der Cohors XXXII Civium Romanorum. - Aemilius Iuncus, ein Präfekt - Marcus Numisius Senecio Antistianus: er wird auf drei Diplomen von 91 als Kommandeur genannt. | - Tiberius Claudius Alpinus, ein Präfekt - Titus Cornasidius Sabinus, ein Präfekt |

### Sonstige
| - Bruzenus, ein Soldat: ein Diplom von 91 (Chiron-2006-214) wurde für ihn ausgestellt. - Cardentes, ein Soldat: ein Diplom von 91 (Chiron-2006-218) wurde für ihn ausgestellt. | - (Lucius) Iulius Serenus, ein Veteran und ehemaliger summus curator sowie Decurio - Seuthi, ein Soldat: ein Diplom von 91 (RMD 1, 5) wurde für ihn ausgestellt. |

#### Inschrift CIL III, 14
In der Inschrift (CIL 3, 14), die auf 199 datiert ist, sind die folgenden Decurios aufgeführt:
| - Aelius Antiochianus - Aelius Heraclianus - Antonius []s - Aurelius Isidorus | - Aurelius Protogenes - Aurel(ius) Sesarion - Flavius Eudaemon - Iulius Heronianus | - Marc(i)us Fuscus - Messius Furianus - Secundin(i)us Verus - Ulpius Marcianus | - Ulpius Victor - Umbricius Vitalius |

#### Papyrus BGU 2 614
In dem Papyrus, der auf den 7. April 217 datiert ist, sind der Sesquiplicarius (σησκουπλικιαρίου) Marcus Aurelius Iulius Ptolemaios (Μάρκου Αὐρηλίου Ἰουλίου Πτολεμαίου) und der Decurio Atillianus (Ἀτιλλιανοῦ) aufgeführt. Ptolemaios diente in der Turma des Atillianus und wandte sich in dem Schreiben wegen einer Erbschaft an den Strategen Aurelius Dionysios.

#### Papyrus P.Fouad 1 45
Der Papyrus, der auf 153 datiert ist, stellt einen Darlehensvertrag über 50 Denarii dar. Es sind die Reiter Accius Anthistianus und [Antonius] Heroni[an]us aufgeführt. Die Formulierung Fateor me accepisse et debere ... mihi per manum in pretium armorum bedeutet möglicherweise, dass der Reiter Antonius Heronianus den Betrag von seinem Kameraden zwar bar als Darlehen, aber ausdrücklich zum Kauf von Waffen erhalten habe.

#### Papyrus P.Gen. 1 35
Der Papyrus, der auf den 11. November 161 datiert ist, stellt einen Vertrag über den Kauf von zwei Kamelen für das Militär dar. Es ist der Decurio Kasianus (Κασιανῷ) aufgeführt.

#### Papyrus P.Grenf. 1 48
Der Papyrus, der auf den 22. Juni 191 datiert ist, stellt eine Quittung dar. Es ist der Reiter Didymus Argentius (Δίδυμος Ἀργεντις) aufgeführt.

#### Papyrus P.Grenf. 2 51
Der Papyrus, der auf den 12. Oktober 143 datiert ist, stellt eine Quittung dar. Es sind Antonius Sabinus (Ἀντώνιος Σαβ[ε]ῖ[ν]ος) und der Decurio Anti[] (Ἀντι[λλιαν(?)]ο̣ῦ̣) aufgeführt. Antonius Sabinus diente in der Turma des Anti[].

#### Papyrus P.Hamb. I 39
In dem Papyrus, der auf den 9. Januar 179 datiert ist, ist der Empfang von Heugeld durch Reiter der Ala dokumentiert. Es sind 88 (bzw. 62, 64 oder 80) Soldaten der Ala aufgeführt. Die Soldaten bestätigen mit den Quittungen, dass sie das jährliche Heugeld in Höhe von 25 Denarii erhalten haben. Von den Soldaten, die den Empfang des Geldes quittierten, konnten 33 (bzw. 22 oder 36) Lesen und Schreiben.

#### Papyrus P.Lond. 482
In dem Papyrus, der auf den Mai 130 datiert ist, sind die folgenden Soldaten einer Turma der Ala aufgeführt:
| - Donacianus, der Decurio der Turma - Alafes - Solas - Iulius - Platon - Germanus - Domittius - Nervas | - Cocas - Atestas - Gaianus - Paulus - Nilas - Bitecus - Aululanus - Dolens | - Domittius - Ṣerenus - Ẹcatus - Bitsius - Aululanus - Felix - []urinus - D[]rspor | - Ṭ[]b[]ụs - Tẹṛẹntius - []ules - Ṃạximus - Acillẹus - Sarap̣ịọṇ - Androstenes |

#### Papyrus P.Mich. III 164
In dem Papyrus, der auf 242/244 (bzw. 243/244) datiert ist, ist Aurelius Hierax aufgeführt, der vom Duplicarius in der Ala zum Decurio befördert wurde.

#### Papyrus P.Mich. 6 428
Der Papyrus, der auf den 3. Februar 154 datiert ist, stellt einen Kaufvertrag dar. Es ist der ehemalige Reiter Gaius Iulius Niger (Γάιος Ἰούλιος Νίγερ) aufgeführt, der ein Haus für 800 Drachmen erwirbt; sein Alter wird in dem Papyrus mit 47 Jahren angegeben.